# Saillans, Drôme
Saillans là một xã thuộc tỉnh Drôme trong vùng Auvergne-Rhône-Alpes ở đông nam nước Pháp. Xã Saillans, Drôme nằm ở khu vực có độ cao 278 mét trên mực nước biển.